# 4927 O'Connell
4927 O'Connell (1982 UP2) là một tiểu hành tinh vành đai chính được phát hiện ngày 21 tháng 10 năm 1982 bởi Z. Vavrova ở Klet.